# Barbara Baldissera
Barbara Baldissera (Bormio, 12 gennaio 1978) è un'ex pattinatrice di short track italiana, vincitrice della medaglia d'oro con la staffetta ai campionati mondiali del 1996.

## Carriera
Partecipò ai giochi olimpici invernali di Lillehammer 1994. Nella gara di staffetta il quartetto italiano, dopo essere stato eliminato in semifinale, vinse la finale B per il quinto posto, piazzamento che venne successivamente elevato al quarto posto per la squalifica della staffetta cinese. Nella gara individuale sui 500 metri Barbara Baldissera fu eliminata al primo turno.
L'anno seguente ottenne ancora un quarto posto, sempre nella staffetta, ai campionati mondiali. Nell'edizione successiva, invece, centrò l'oro. 
È stata campionessa del mondo nella staffetta 3000 metri ai campionati mondiali de L'Aia 1996, con le compagne Marinella Canclini, Katia Colturi e Mara Urbani.
Nel 1998 rappresentò nuovamente la nazionale italiana ai giochi olimpici di Nagano: questa volta gareggiò solo nella gara individuale dei 500 m e non andò oltre il primo turno.